# Hymenophyllum leratii
Hymenophyllum leratii är en hinnbräkenväxtart som beskrevs av Eduard Rosenstock. Hymenophyllum leratii ingår i släktet Hymenophyllum och familjen Hymenophyllaceae. Inga underarter finns listade.